# بینوایان (فیلم ۱۹۹۸)
بینوایان (فرانسوی: Les Misérables‎) فیلمی در ژانر درام، رمانتیک، و جنایی به کارگردانی بیله آگوست است که در سال ۱۹۹۸ منتشر شد.
این فیلم اقتباسی است از رمانی به همین نام (۱۸۶۲) نوشته ویکتور هوگو
از بازیگران آن می‌توان به لیام نیسون در نقش ژان والژان، جفری راش در نقش ژاور، اوما تورمن در نقش فانتین، کلیر دینز در نقش کوزت و هانس ماتسون در نقش ماریوس پونتمرسی اشاره کرد.